# Интерлиньяж

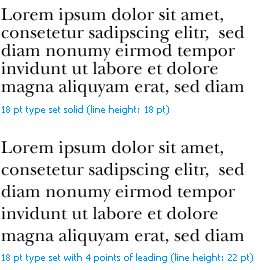
Сверху текст, набранный с интерлиньяжем, равным кеглю, ниже — текст, набранный с интерлиньяжем больше кегля.

Интерлинья́ж (от фр. interligne, дословно — «написанное между строк») — междустрочный пробел, расстояние между базовыми линиями соседних строк. В компьютерной вёрстке это понятие обычно называют «межстрочный интервал» (англ. line spacing).
При ручном наборе из металла интерлиньяж складывается из высот (кегля) литеры и шпона (пробельного материала) и изменяется путём вставки пробельных материалов различных толщин.

## Ручной набор
В ручном (металлическом) наборе (высокого способа печати) интерлиньяж образовывался «автоматически» (сам собой) за счёт состыковки нижнего заплечика (пробельного участка) верхней литеры или линотипной строки с верхним заплечиком (пробельным участком) нижней литеры или линотипной линотип строки. Поскольку заплечики (верхние и нижние у литер или линотипных строк) всегда были фиксированного (неизменного) размера, то и интерлиньяж (пробельное расстояние между двумя строками) всегда получался также одинакового размера. Величина этого размера рассчитывалась заранее при изготовлении шрифтов в металле.

## В технологииCSS
В стандарте CSS межстрочным интервалом или интерлиньяжем называется разность между высотой строки (line‑height) и размером шрифта (font-size).